# Extra Ciechanów
Extra Ciechanów – bezpłatny tygodnik dostępny na terenie powiatu ciechanowskiego. 
Extra Ciechanów ukazuje się od 2005 roku. Pierwotnie wydawcą była spółka Media Projekt Sp. z o.o.. Obecnie tytuł prasowy należy do firmy Gambrynus Sp. z o.o., która wchodzi w skład holdingu BRJ.